# Stefan Leitl
Stefan Leitl (Múnich, Alemania Occidental, 29 de agosto de 1977) es un exjugador y entrenador de fútbol alemán. Actualmente dirige al Hertha Berlín de la 2. Bundesliga.

## Carrera como jugador
Leitl creció en Ismaning como el menor de cinco hermanos y comenzó su carrera en el FC Ismaning. En 1987 se incorporó a la cantera del Bayern de Múnich, donde estuvo hasta 1998. Sin jugar en la Bundesliga y solo jugando en el equipo filial, pasó a la Regionalliga Süd para jugar en el SV Lohhof, donde se convirtió en un jugador destacado.
En 1999 dejó el SV Lohhof y firmó un contrato con el 1. FC Núremberg, donde jugó hasta el 2001. Leitl jugó su primer partido como profesional el 15 de agosto de 1999 en la victoria en casa por 3-0 sobre el Waldhof Mannheim. Marcó su primer gol el 29 de agosto en una victoria por 2-1 ante el Fortuna Colonia.
Después de dos años, el Núremberg ascendió a la Bundesliga como campeón, donde Leitl encontró limitadas sus oportunidades: después de sólo cinco apariciones, dejó el club a mitad de la temporada 2001-02 y volvió a descender de división para jugar en el Unterhaching. Dejó el club en julio de 2004 y se unió al Darmstadt, donde pasó tres temporadas en la Regionalliga, y lo dejó en 2007 después de que el club descendiera. 
Regresó a Baviera para fichar por el FC Ingolstadt 04, donde se consagró como un jugador clave, capitaneando al club hasta el ascenso como subcampeón de liga. El 19 de mayo de 2013, en la derrota por 3-0 ante el 1. FC Colonia, disputó su último partido como futbolista en activo.

## Carrera como entrenador
Luego de su retiro como jugador, Leitl se convirtió en entrenador de la sub-17 del FC Ingolstadt 04.Desde septiembre de 2014 hasta agosto de 2017 fue entrenador de la sub-23 del club.
El 22 de agosto de 2017, tras la destitución de Maik Walpurgis, Leitl se convirtió por primera vez en el entrenador del primer equipo del FC Ingolstadt 04.El 22 de septiembre de 2018, fue despedido tras un mal comienzo de temporada con solo una victoria en seis partidos.
El 5 de febrero de 2019, fue nombrado nuevo entrenador del Greuther Fürth en sustitución de Damir Burić.En la temporada 2020-21, el club finalizó en el segundo lugar y ascendió a la Bundesliga.No obstante, el 27 de abril de 2022, anunció que dejaría su cargo cuando culminara la participación del equipo en la liga.
El 8 de mayo de 2022, fue anunciado como nuevo entrenador del Hannover 96 a partir de la temporada 2022-23.El 29 de diciembre de 2024, fue despedido de su cargo después de una serie de malos resultados.
En febrero de 2025, asumió al frente del Hertha Berlín.

## Clubes

### Como jugador
| Club                | País     | Año       |
| ------------------- | -------- | --------- |
| Bayern de Múnich II | Alemania | 1995-1998 |
| SV Lohhof           | Alemania | 1998-1999 |
| 1. F. C. Núremberg  | Alemania | 1999-2002 |
| SpVgg Unterhaching  | Alemania | 2002-2004 |
| Darmstadt 98        | Alemania | 2004-2007 |
| FC Ingolstadt 04    | Alemania | 2007-2013 |

### Como entrenador
| Club                | País     | Año           |
| ------------------- | -------- | ------------- |
| FC Ingolstadt 04 II | Alemania | 2014-2017     |
| FC Ingolstadt 04    | Alemania | 2017-2018     |
| Greuther Fürth      | Alemania | 2019-2022     |
| Hannover 96         | Alemania | 2022-2024     |
| Hertha Berlín       | Alemania | 2025-presente |

## Estadísticas como entrenador
| Equipo                      | Div.                | Temporada           | Liga | Liga | Liga | Liga | Liga |    | Copa | Copa | Copa | Copa |   | Internacional | Internacional | Internacional | Internacional | Internacional |   | Otros | Otros | Otros | Otros |     | Totales     | Totales | Totales | Totales | Totales | Totales | Totales | Totales |
| Equipo                      | Div.                | Temporada           | PD   | G    | E    | P    | Pos. | PD | G    | E    | P    | PD   | G | E             | P             | Pos.          | PD            | G             | E | P     | PD    | G     | E     | P   | Rendimiento | GF      | GC      | Dif.    |         |         |         |         |
| --------------------------- | ------------------- | ------------------- | ---- | ---- | ---- | ---- | ---- | -- | ---- | ---- | ---- | ---- | - | ------------- | ------------- | ------------- | ------------- | ------------- | - | ----- | ----- | ----- | ----- | --- | ----------- | ------- | ------- | ------- | ------- | ------- | ------- | ------- |
| Ingolstadt 04 II · Alemania | 4.ª                 | 2014-15             | 23   | 8    | 6    | 9    | 5.º  | -  | -    | -    | -    | -    | - | -             | -             | -             | -             | -             | - | -     | 23    | 8     | 6     | 9   | 43.48%      | 31      | 29      | +2      |         |         |         |         |
| Ingolstadt 04 II · Alemania | 4.ª                 | 2015-16             | 34   | 11   | 13   | 10   | 11.º | -  | -    | -    | -    | -    | - | -             | -             | -             | -             | -             | - | -     | 34    | 11    | 13    | 10  | 45.1%       | 55      | 54      | +1      |         |         |         |         |
| Ingolstadt 04 II · Alemania | 4.ª                 | 2016-17             | 34   | 12   | 12   | 10   | 8.º  | -  | -    | -    | -    | -    | - | -             | -             | -             | -             | -             | - | -     | 34    | 12    | 12    | 10  | 47.05%      | 59      | 51      | +8      |         |         |         |         |
| Ingolstadt 04 II · Alemania | 4.ª                 | 2017-18             | 6    | 3    | 0    | 3    | Inc. | -  | -    | -    | -    | -    | - | -             | -             | -             | -             | -             | - | -     | 6     | 3     | 0     | 3   | 50%         | 9       | 13      | -4      |         |         |         |         |
| Ingolstadt 04 II · Alemania | Total               | Total               | 97   | 34   | 31   | 32   | -    | -  | -    | -    | -    | -    | - | -             | -             | -             | -             | -             | - | -     | 97    | 34    | 31    | 32  | 45.7%       | 154     | 147     | +7      |         |         |         |         |
| Ingolstadt 04 · Alemania    | 2.ª                 | 2017-18             | 31   | 12   | 9    | 10   | 9.º  | 2  | 1    | 0    | 1    | -    | - | -             | -             | -             | -             | -             | - | -     | 33    | 13    | 9     | 11  | 48.48%      | 48      | 41      | +7      |         |         |         |         |
| Ingolstadt 04 · Alemania    | 2.ª                 | 2018-19             | 6    | 1    | 2    | 3    | Inc. | 1  | 0    | 0    | 1    | -    | - | -             | -             | -             | -             | -             | - | -     | 7     | 1     | 2     | 4   | 23.81%      | 7       | 15      | -8      |         |         |         |         |
| Ingolstadt 04 · Alemania    | Total               | Total               | 37   | 13   | 11   | 13   | -    | 3  | 1    | 0    | 2    | -    | - | -             | -             | -             | -             | -             | - | -     | 40    | 14    | 11    | 15  | 44.17%      | 55      | 56      | -1      |         |         |         |         |
| Greuther Fürth · Alemania   | 2.ª                 | 2018-19             | 14   | 4    | 6    | 4    | 13.º | -  | -    | -    | -    | -    | - | -             | -             | -             | -             | -             | - | -     | 14    | 4     | 6     | 4   | 42.86%      | 16      | 18      | -2      |         |         |         |         |
| Greuther Fürth · Alemania   | 2.ª                 | 2019-20             | 34   | 11   | 11   | 12   | 9.º  | 1  | 0    | 0    | 1    | -    | - | -             | -             | -             | -             | -             | - | -     | 35    | 11    | 11    | 13  | 41.91%      | 46      | 47      | -1      |         |         |         |         |
| Greuther Fürth · Alemania   | 2.ª                 | 2020-21             | 34   | 18   | 10   | 6    | 2.º  | 3  | 1    | 1    | 1    | -    | - | -             | -             | -             | -             | -             | - | -     | 37    | 19    | 11    | 7   | 61.26%      | 77      | 49      | +28     |         |         |         |         |
| Greuther Fürth · Alemania   | 1.ª                 | 2021-22             | 34   | 3    | 9    | 22   | 18.º | 1  | 0    | 1    | 0    | -    | - | -             | -             | -             | -             | -             | - | -     | 35    | 3     | 10    | 22  | 18.09%      | 30      | 84      | -54     |         |         |         |         |
| Greuther Fürth · Alemania   | Total               | Total               | 116  | 36   | 36   | 44   | -    | 5  | 1    | 2    | 2    | -    | - | -             | -             | -             | -             | -             | - | -     | 121   | 37    | 38    | 46  | 41.05%      | 169     | 198     | -29     |         |         |         |         |
| Hannover 96 · Alemania      | 2.ª                 | 2022-23             | 34   | 12   | 8    | 14   | 10.º | 2  | 1    | 0    | 1    | -    | - | -             | -             | -             | -             | -             | - | -     | 36    | 13    | 8     | 15  | 43.52%      | 53      | 57      | -4      |         |         |         |         |
| Hannover 96 · Alemania      | 2.ª                 | 2023-24             | 34   | 13   | 13   | 8    | 6.º  | 1  | 0    | 1    | 0    | -    | - | -             | -             | -             | -             | -             | - | -     | 35    | 13    | 14    | 8   | 50.47%      | 62      | 47      | +15     |         |         |         |         |
| Hannover 96 · Alemania      | 2.ª                 | 2024-25             | 17   | 8    | 3    | 6    | Inc. | 1  | 0    | 0    | 1    | -    | - | -             | -             | -             | -             | -             | - | -     | 18    | 8     | 3     | 7   | 50%         | 22      | 19      | +3      |         |         |         |         |
| Hannover 96 · Alemania      | Total               | Total               | 85   | 33   | 24   | 28   | -    | 4  | 1    | 1    | 2    | -    | - | -             | -             | -             | -             | -             | - | -     | 89    | 34    | 25    | 30  | 47.56%      | 137     | 123     | +14     |         |         |         |         |
| Hertha Berlín · Alemania    | 2.ª                 | 2024-25             | 12   | 5    | 4    | 3    | 9.º  | -  | -    | -    | -    | -    | - | -             | -             | -             | -             | -             | - | -     | 12    | 5     | 4     | 3   | 52.78%      | 17      | 15      | +2      |         |         |         |         |
| Hertha Berlín · Alemania    | 2.ª                 | 2025-26             | 2    | 0    | 1    | 1    | -    | 1  | 0    | 1    | 0    | -    | - | -             | -             | -             | -             | -             | - | -     | 3     | 0     | 2     | 1   | 22.22%      | 1       | 2       | -1      |         |         |         |         |
| Hertha Berlín · Alemania    | Total               | Total               | 14   | 5    | 5    | 4    | -    | 1  | 0    | 1    | 0    | -    | - | -             | -             | -             | -             | -             | - | -     | 15    | 5     | 6     | 4   | 46.66%      | 18      | 17      | +1      |         |         |         |         |
| Total en su carrera         | Total en su carrera | Total en su carrera | 349  | 121  | 107  | 121  | -    | 13 | 3    | 4    | 6    | -    | - | -             | -             | -             | -             | -             | - | -     | 362   | 124   | 111   | 127 | 44.47%      | 533     | 541     | -8      |         |         |         |         |
| 1.                          |                     |                     |      |      |      |      |      |    |      |      |      |      |   |               |               |               |               |               |   |       |       |       |       |     |             |         |         |         |         |         |         |         |

### Resumen por competiciones
| Competición      | Partidos | Ganados | Empatados | Perdidos | %      |
| ---------------- | -------- | ------- | --------- | -------- | ------ |
| Regionalliga     | 97       | 34      | 31        | 32       | 45.7%  |
| 2. Bundesliga    | 218      | 84      | 67        | 67       | 48.77% |
| Bundesliga       | 34       | 3       | 9         | 22       | 17.64% |
| Copa de Alemania | 13       | 3       | 4         | 6        | 33.34% |
| TOTAL            | 362      | 124     | 111       | 127      | 44.47% |

## Palmarés

### Como jugador

#### Campeonatos nacionales
| Título           | Club               | País     | Año  |
| ---------------- | ------------------ | -------- | ---- |
| Bayernliga       | SV Lohhof          | Alemania | 1999 |
| 2. Bundesliga    | 1. F. C. Núremberg | Alemania | 2001 |
| Regionalliga Süd | SpVgg Unterhaching | Alemania | 2003 |